# Auzon (affluent gauche de l'Allier)
Pour les articles homonymes, voir Auzon.
L'Auzon est une rivière française qui coule dans le département du Puy-de-Dôme, en région Auvergne-Rhône-Alpes. C'est un affluent direct de l'Allier en rive gauche, donc un sous-affluent du fleuve la Loire.

## Géographie

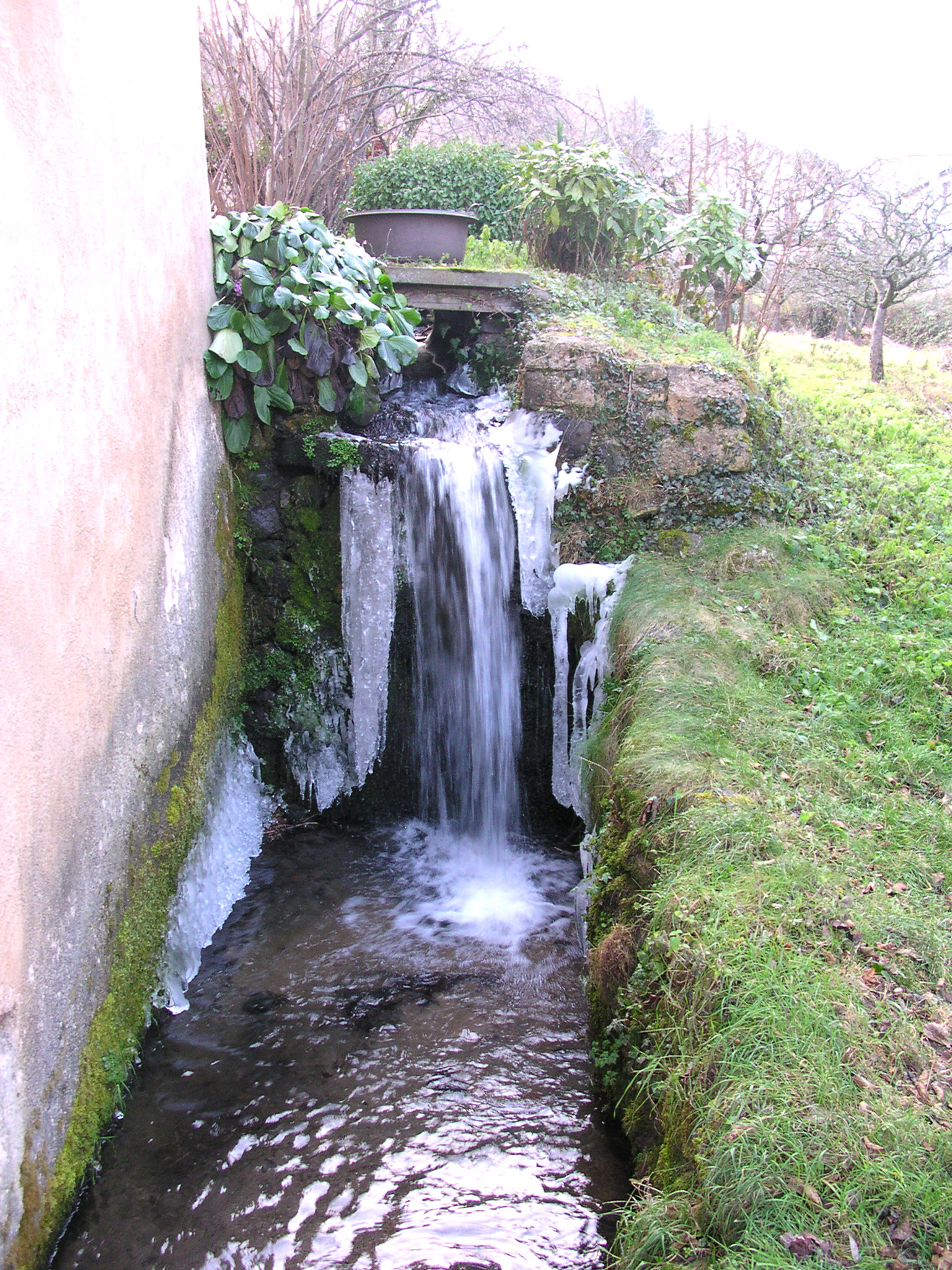
L'Auzon à Chanonat

L'Auzon prend sa source sur le territoire de Saint-Genès-Champanelle, localité située au sud-ouest de Clermont-Ferrand, près du lieu-dit Beaune le Chaud, à 954 m d'altitude. Le cours d'eau s'oriente d'emblée vers l'est, puis progressivement vers le nord-est, direction qu'il maintient tout au long de son parcours.
Son cours est de 18,68 km de longueur, et il coule globalement de l'ouest vers l'est. On remarquera que le SMVVA lui attribue une longueur de 27 km soit 8 km de plus que le SANDRE et que le sandre a bien créé un complément K2699800 qui couvre la source sur la commune de Saint-Genès-Champanelle.
Il rejoint l'Allier à Cournon-d'Auvergne, dans la banlieue sud-est de Clermont-Ferrand, à 321 m d'altitude.
L'oppidum arverne de Gondole se situe au sud du confluent de l'Auzon et de l'Allier.

### Communes et cantons traversés
Dans le seul département du Puy-de-Dôme, l'Auzon traverse successivement, d'amont en aval, les communes suivantes de Saint-Genès-Champanelle (source), Chanonat, La Roche-Blanche, Orcet, Le Cendre, Cournon-d'Auvergne (confluence).
Soit en termes de cantons, l'Auzon prend source dans le canton de Beaumont, traverse le canton des Martres-de-Veyre, conflue dans le canton de Cournon-d'Auvergne, le tout dans l'arrondissement de Clermont-Ferrand.

### Bassin versant
Le bassin versant de l'Auzon est entouré au nord par l'Artière, à l'est par l'Allier, au sud par la Veyre et à l'ouest par le ruisseau de Ceyssat et/ou la Gigeole petits affluents de la Sioule.

### Organisme gestionnaire

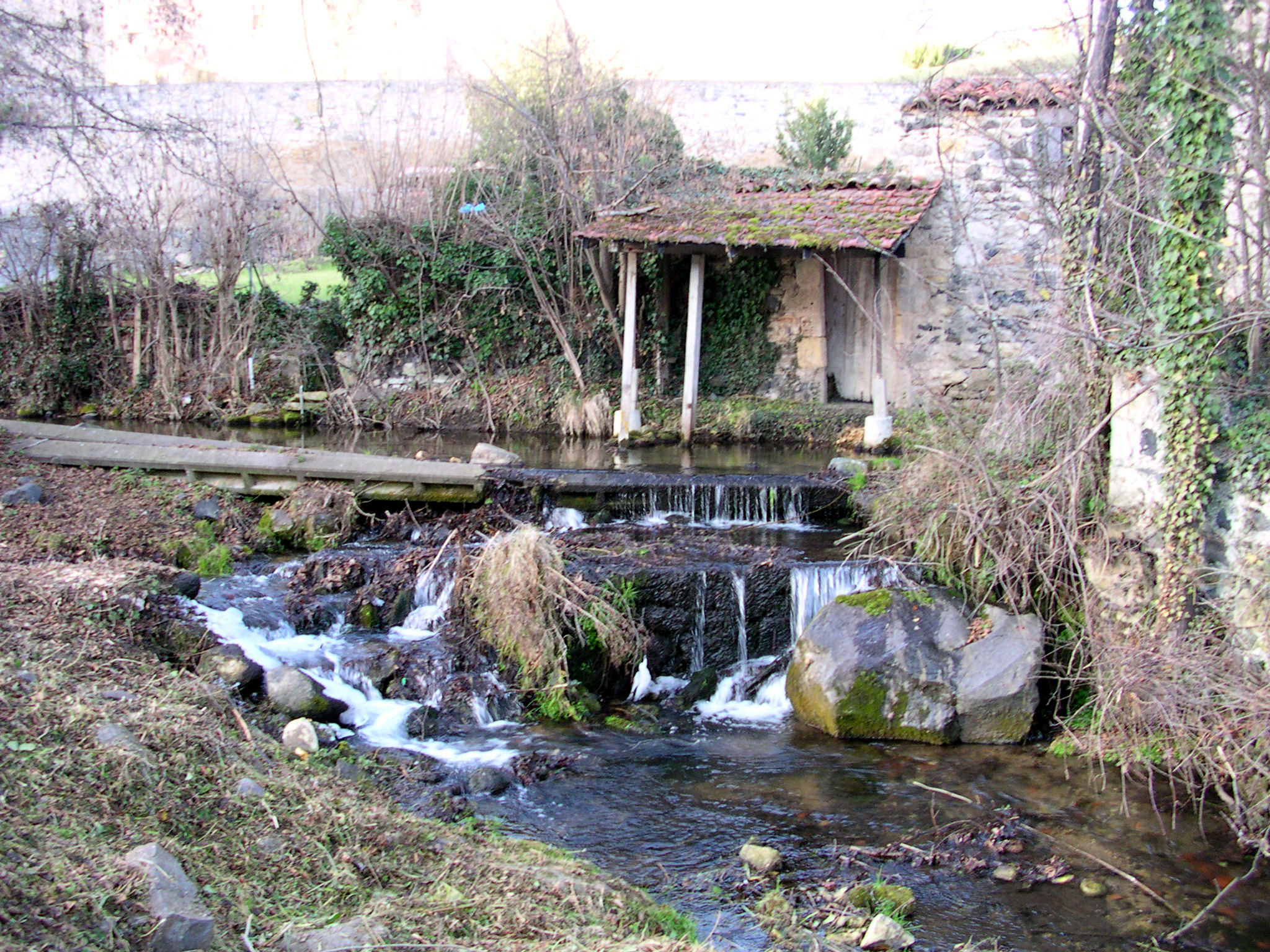
L'Auzon dans le village de Chanonat.

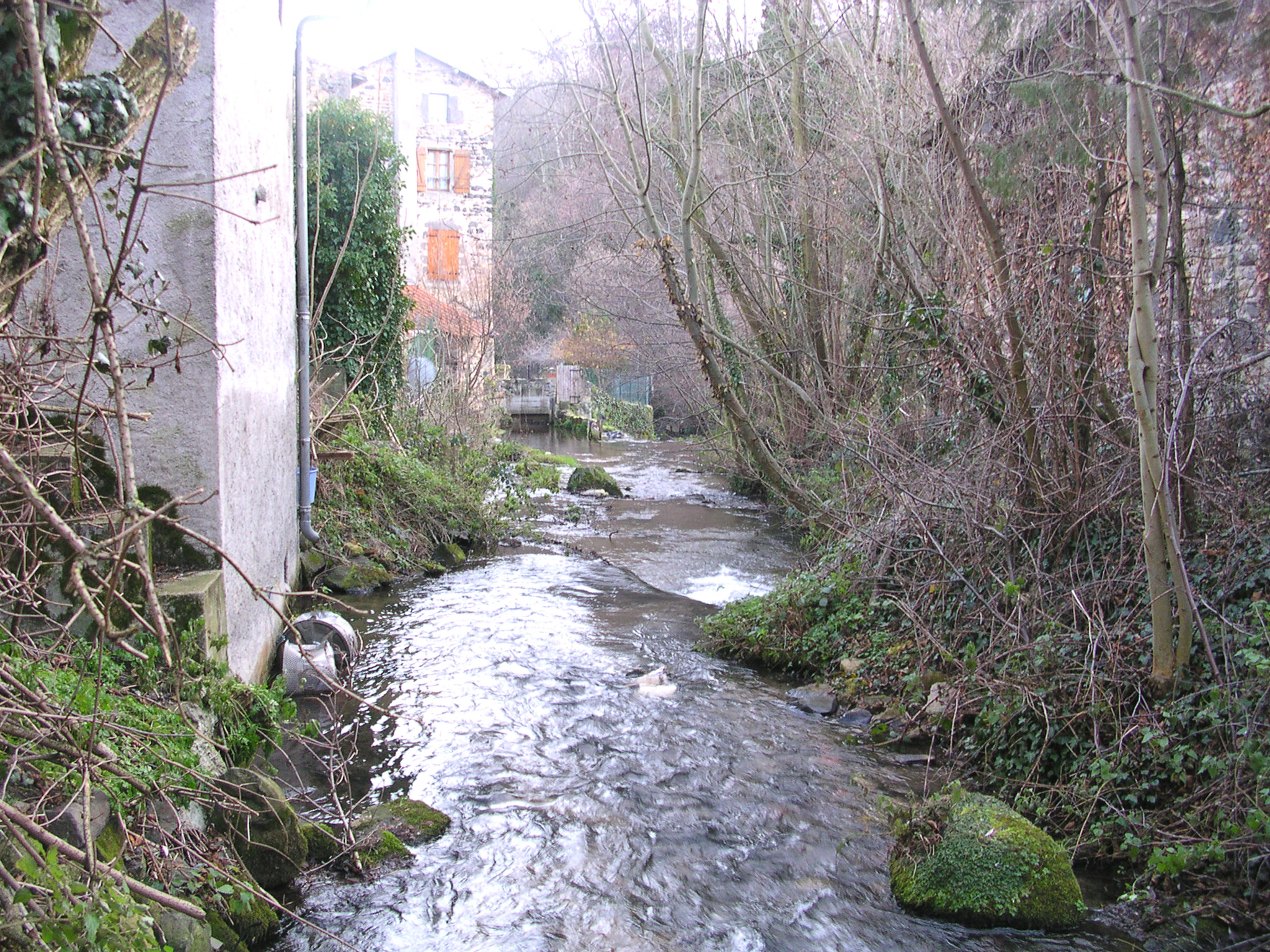
L'Auzon dans le village de Chanonat.

Les organismes gestionnaires sont le SMVVA ou Syndicat Mixte des Vallées de la Veyre et de l'Auzon, sis à Saint-Saturnin, 13 rue principale, « double compétence pour la protection des milieux aquatiques », « depuis l'arrête préfectoral de novembre 2005 »ainsi que Clermont Communauté intervient aussi sur les communes de Genès-Champanelle, le Cendre et Cournon-d'Auvergne. Un contrat territorial a été signé en 2011 pour cinq ans, avec plusieurs volets.

## Affluents
L'Auzon a trois affluents référencés sans nom de 6 km, 3 km mais qui sort du ravin de Macon et 2 km et de rang de Strahler un. Soit un linéaire de « près de 13 kilomètres pour les affluents ». Le premier de six kilomètres correspondant à la partie aval de l'Auzon tel que décrit sur la seule commune source de Saint-Genès-Champanelle, ce qui valide la longueur à 25 km.

### Rang de Strahler
Donc son rang de Strahler est de deux.

## Hydrologie

### L'Auzon à La Roche-Blanche
Le débit de l'Auzon a été observé depuis le 1er décembre 1997 , à La Roche-Blanche, localité située à plusieurs kilomètres de son confluent avec l'Allier, à 415 m d'altitude. La surface ainsi étudiée est de 45 km2, soit 75 % de la totalité du bassin versant du cours d'eau, évaluée à 60 km2 pae le SMVVA.
Le module de la rivière à La Roche-Blanche est de 0,242 m3/s.
L'Auzon est une rivière assez régulière. Elle présente des fluctuations saisonnières de débit assez modérées. Les hautes eaux se déroulent en hiver et au printemps, et se caractérisent par des débits mensuels moyens allant de 0,26 à 0,32 m3/s, de décembre à juin inclus (avec un maximum en mars). À partir du mois d'avril, le débit diminue progressivement jusqu'aux basses eaux qui ont lieu d'août à octobre, entraînant une  baisse du débit mensuel moyen avec un plancher de 0,15 m3/s au mois de septembre, ce qui reste très consistant.

### Étiage ou basses eaux
À l'étiage, c'est-à-dire aux basses eaux, le VCN3, ou débit minimal du cours d'eau enregistré pendant trois jours consécutifs sur un mois, en cas de quinquennale sèche s'établit à 0,090 m3/s, ce qui reste très confortable,.

### Crues
Les crues sont rarement importantes. Le QIX 2 est de 1,9 m3/s, le QIX 5 est 3,1 m3/s, le QIX 10 est de 3,9 m3/s et le QIX 20 est de 4,6 m3/s. Les QIX 50 et 100 n'ont pas encore pas être calculé vu la période d'observation de 22 ans.
Le débit instantané maximal enregistré à La Roche-Blanche a été de 8,44 m3/s le 1er juillet 2019, tandis que la hauteur maximale instantanée était de 783 mm ou 0,783 m le même jour et à la même heure. Le débit journalier maximal était de 2,39 m3/s le 16 juin 2010.

### Lame d'eau et débit spécifique
L'Auzon est une rivière peu abondante. La lame d'eau écoulée dans son bassin versant est de 169 millimètres annuellement, ce qui constitue seulement un peu plus de la moitié de la moyenne d'ensemble de la France (plus ou moins 320 millimètres/an). C'est aussi largement inférieur à la moyenne du bassin de l'Allier (326 millimètres/an) et même de la Loire (245 millimètres/an). Le débit spécifique (ou Qsp) atteint 5,4 litres par seconde et par kilomètre carré de bassin.

## Aménagements et écologie
Sur son cours, on trouve les lieux-dits, le château de Theix, le moulins de Pradelle, le moulin de Flory, le moulin de Birat, le château de la Batisse, le Pont des Pèdes, le château des Combes, le Moulin sur la commune d'Orcet, et le moulin entre les deux communes du Cendre et Cournon-d'Auvergne.

### AAPPMA
Une AAPPMA est sise à Cournon-d'Auvergne.

### Faune
La fédération de pêche du Puy-de-Dôme a classé les poissons accessibles de l'amont vers l'aval ou en descendant le cours d'eau, selon quatre zones, zone à truite, zone à ombre, zone à barbeau et zone à brême. Dans la zone à truite, les poissons seraient le chabot, la truite commune et le vairon.

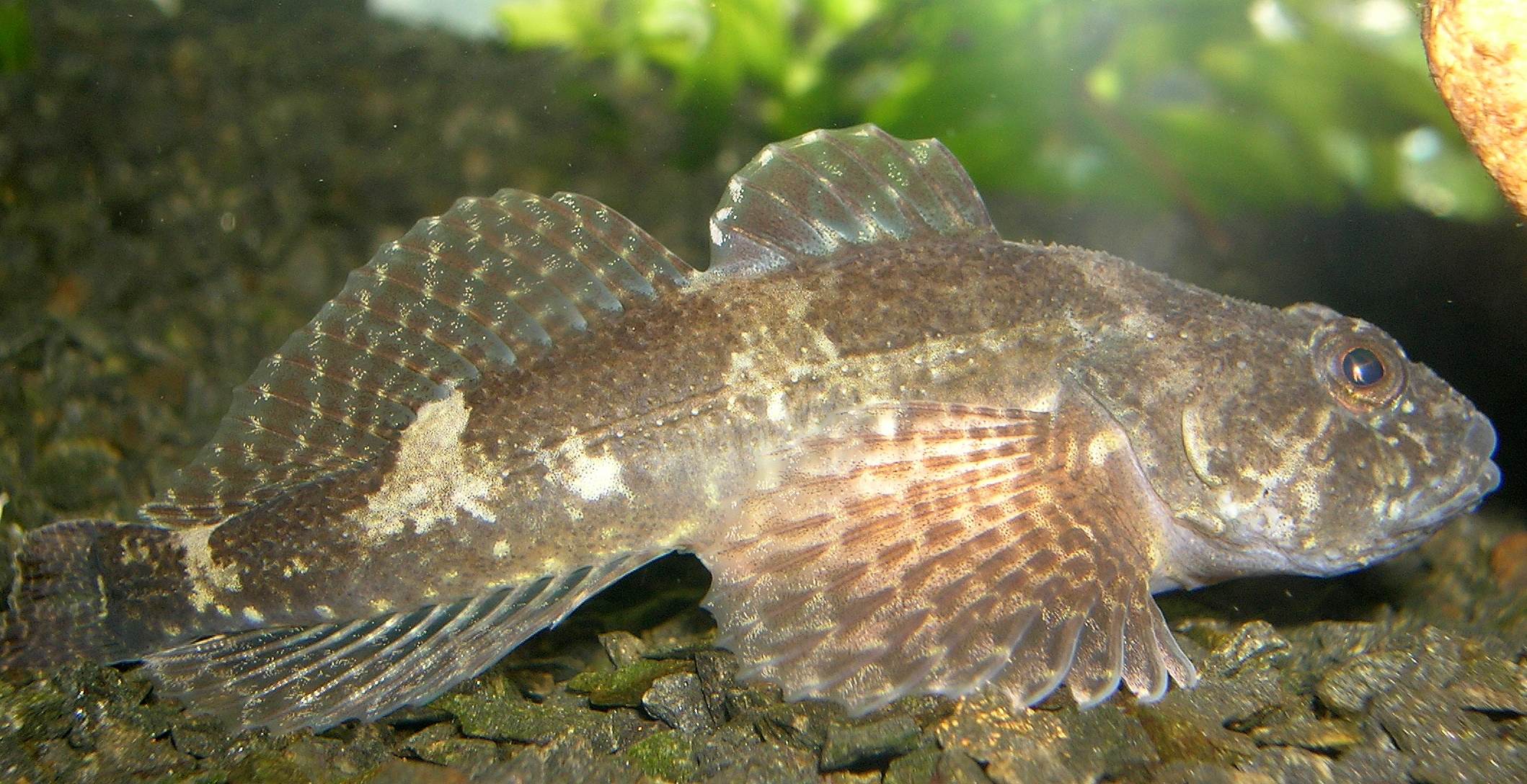
chabot
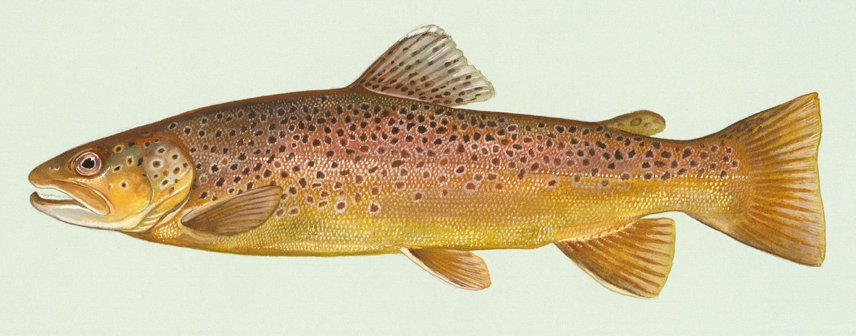
truite commune
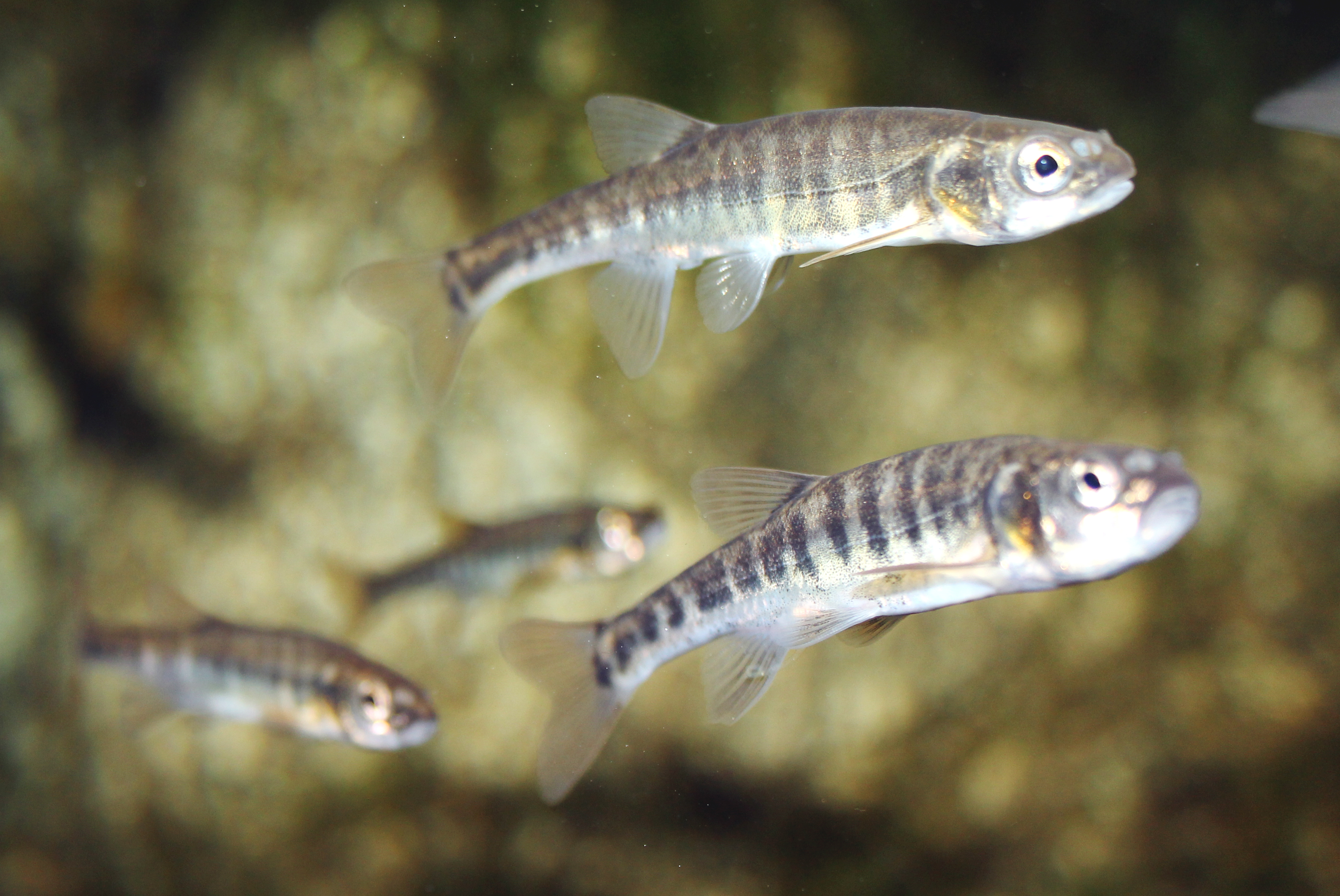
vairon